# Diócesis de East Anglia
La diócesis de East Anglia o de Anglia Oriental (en latín: Dioecesis Angliae Orientalis y en inglés: Roman Catholic Diocese of East Anglia) es una circunscripción eclesiástica de la Iglesia católica en el Reino Unido. Se trata de una diócesis latina, sufragánea de la arquidiócesis de Westminster. Desde el 11 de octubre de 2022 su obispo es Peter Gwilym Collins.

## Territorio y organización
La diócesis tiene 12 559 km² y extiende su jurisdicción sobre los fieles católicos de rito latino residentes en los condados de Cambridge, Norfolk y Suffolk y la autoridad unitaria de Peterborough, en Inglaterra.
La sede de la diócesis se encuentra en la ciudad de Norwich, en donde se halla la Catedral de San Juan Bautista. La Catedral de la Santísima e Indivisible Trinidad desde la Reforma anglicana pertenece a la Iglesia de Inglaterra.
En 2023 en la diócesis existían 52 parroquias.

## Historia
La diócesis fue erigida el 13 de marzo de 1976 mediante la bula Quod Oecumenicum del papa Pablo VI, obteniendo el territorio de la diócesis de Northampton.
Tiene la misma sede y esencialmente el mismo territorio que la antigua diócesis de Norwich, pero no tomó su nombre debido a las disposiciones de la Roman Catholic Relief Act 1829, que prohíbe el establecimiento de diócesis católicas con el mismo nombre que las diócesis anglicanas existentes.

## Estadísticas
Según el Anuario Pontificio 2024 la diócesis tenía a fines de 2023 un total de 111 200 fieles bautizados.
| Año                                                                             | Población            | Población | Población      | Sacerdotes | Sacerdotes    | Sacerdotes    | Bautizados por sacerdote | Diáconos permanentes | Religiosos | Religiosos | Parroquias |
| Año                                                                             | Bautizados católicos | Total     | % de católicos | Total      | Clero secular | Clero regular | Bautizados por sacerdote | Diáconos permanentes | Varones    | Mujeres    | Parroquias |
| ------------------------------------------------------------------------------- | -------------------- | --------- | -------------- | ---------- | ------------- | ------------- | ------------------------ | -------------------- | ---------- | ---------- | ---------- |
| 1980                                                                            | 68 568               | 1 745 000 | 3.9            | 122        | 73            | 49            | 562                      | 4                    | 76         | 235        | 58         |
| 1990                                                                            | 86 000               | 1 905 000 | 4.5            | 113        | 69            | 44            | 761                      | 3                    | 52         | 219        | 58         |
| 1999                                                                            | 95 000               | 2 200 000 | 4.3            | 126        | 87            | 39            | 753                      | 28                   | 40         | 215        | 59         |
| 2000                                                                            | 100 000              | 2 500 000 | 4.0            | 126        | 88            | 38            | 793                      | 29                   | 38         | 210        | 62         |
| 2001                                                                            | 110 000              | 2 700 000 | 4.1            | 128        | 88            | 40            | 859                      | 29                   | 40         | 200        | 62         |
| 2002                                                                            | 110 000              | 2 700 000 | 4.1            | 134        | 100           | 34            | 820                      | 27                   | 34         | 175        | 59         |
| 2003                                                                            | 115 000              | 2 750 000 | 4.2            | 136        | 102           | 34            | 845                      | 29                   | 34         | 180        | 59         |
| 2004                                                                            | 117 000              | 2 755 000 | 4.2            | 134        | 97            | 37            | 873                      | 30                   | 37         | 115        | 58         |
| 2006                                                                            | 95 254               | 2 775 000 | 3.4            | 128        | 96            | 32            | 744                      | 36                   | 32         | 124        | 56         |
| 2011                                                                            | 99 800               | 2 873 000 | 3.5            | 118        | 88            | 30            | 845                      | 36                   | 31         | 100        | 50         |
| 2016                                                                            | 159 582              | 2 750 000 | 5.8            | 112        | 82            | 30            | 1424                     | 36                   | 31         | 100        | 50         |
| 2019                                                                            | 108 000              | 2 487 200 | 4.3            | 117        | 81            | 36            | 923                      | 35                   | 42         | 91         | 51         |
| 2021                                                                            | 110 000              | 2 496 800 | 4.4            | 122        | 86            | 36            | 901                      | 35                   | 42         | 91         | 51         |
| 2023                                                                            | 111 200              | 2 524 000 | 4.4            | 125        | 91            | 34            | 889                      | 33                   | 40         | 89         | 52         |
| Fuente: Catholic-Hierarchy, que a su vez toma los datos del Anuario Pontificio. |                      |           |                |            |               |               |                          |                      |            |            |            |

## Episcopologio
- Alan Charles Clark † (26 de abril de 1976-21 de marzo de 1995 retirado)
- Peter David Gregory Smith † (21 de marzo de 1995-26 de octubre de 2001 nombrado arzobispo de Cardiff)
- Michael Charles Evans † (14 de febrero de 2003-11 de julio de 2011 falleció)
- Alan Stephen Hopes (11 de junio de 2013-11 de octubre de 2022 retirado)
- Peter Gwilym Collins, desde el 11 de octubre de 2022